# الأطفال يعودون (فلم)
الأطفال يعودون (باليابانية: キッズ・リターン) هو فيلم ياباني صدر عام 1996. من إخراج تاكيشي كيتانو.  